# Sečenovskij rajon
Il Sečenovskij raion (in russo Сеченовский район?) è un rajon dell'Oblast' di Nižnij Novgorod, nella Russia europea; il capoluogo è Sečenovo.